# Biserica „Nașterea Maicii Domnului” din Odobești
Biserica „Nașterea Maicii Domnului” din Odobești este un monument istoric aflat pe teritoriul orașului Odobești. În Repertoriul Arheologic Național, monumentul apare cu codul 175028.03.
Biserica “Nașterea Maicii Domnului” din Odobești, monument istoric, a fost construita din cărămidă în anul 1732 de către C. Razu, N. Vasile Buzila, Panait Cupeta Camarasu, in timpul domnitorului Grigore Ghica.